# Éric Laborey

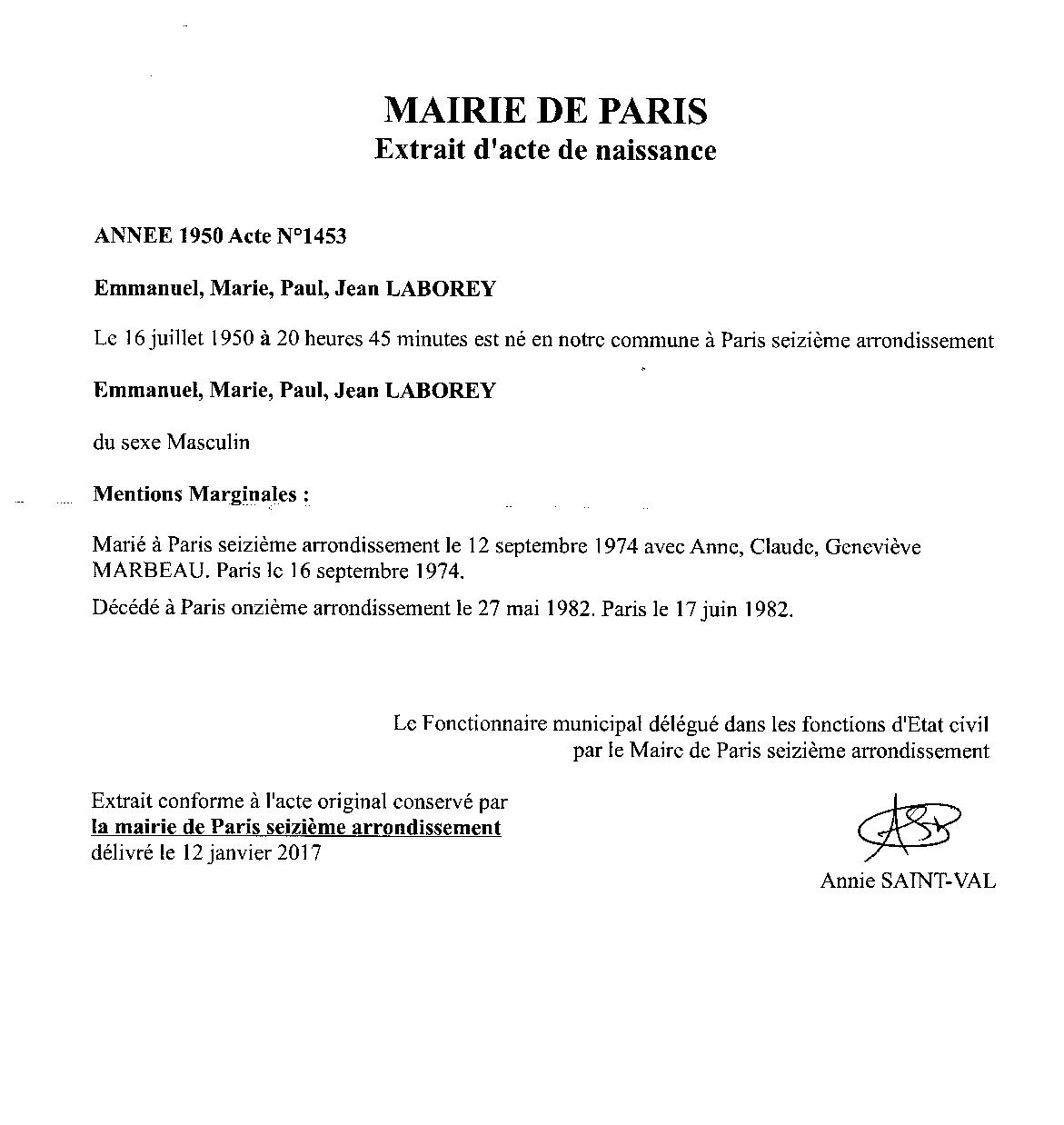
Extrait d'acte de naissance d`Éric Laborey

Éric Laborey, né Emmanuel Marie Paul Jean Laborey le 16 juillet 1950 dans le 16e arrondissement de Paris et mort le 27 mai 1982 dans le 
11e arrondissement de Paris,, est un acteur et metteur en scène français.

## Biographie
Emmanuel est né dans une famille d'un ingénieur-horticole connu, Jean Laborey (1910—2001), l'un des fondateurs de l'A.P.B.F. (Association des Parcs Botaniques de France) et le Président cofondateur du Conservatoire des collections végétales spécialisées à l'honneur de qui provient une variété de camélias japonaise et son épouse, Clotilde Marie Cécile Denise Raoux. Emmanuel est le dernier de six enfants du couple : Marie-Annick, Vincent, Véronique, Pascale et Denis.

### Théâtre
En 1968, Éric Laborey et son ami Jean-Luc Jeener, qui avaient respectivement 17 et 18 ans, créent la troupe de théâtre « La Compagnie de l'Élan » en donnant le Dom Juan de Molière au lycée Janson-de-Sailly à Paris. Officiellement formée en 1976, la troupe monte un grand nombre de pièces, d'abord avec des moyens de fortune dans différents coins de Paris et sa banlieue : la Conciergerie, la Cité universitaire mais aussi des églises et des cryptes.
La compagnie alterne les pièces pour enfants, comme Le Fils du dragon et La Belle Sarrasine (1979) au Théâtre 13, avec des œuvres plus austères, comme Le Rachat (1979) au Théâtre Essaïon, voire monumentales, comme L'An Mil (1980) à la Cité universitaire avec pour chacune, plus d'une trentaine de comédiens. Deux thèmes, intimement liés l'un à l'autre hantent la plupart des œuvres créées : la question du mal, du péché, et celle du devenir de l'humanité.
À côté des pièces du répertoire, ils montent les créations originales de Jean-Luc Jeener ainsi que les œuvres de dramaturges alors peu connus en France, dont Wole Soyinka (Le Sang fort en 1977 et Les Gens des Marais en 1979), futur lauréat du prix Nobel de littérature. On trouve alors parmi les familiers de la compagnie, Yasmina Reza, Pascale Roze, Dominique Economidès et Élisabeth Tamaris.
Les mises en scène de la « Compagnie de l'Élan » sont largement couvertes par la presse et reçoivent des commentaires bienveillants. À propos de Barbe Verte, mis en scène par Éric Laborey en 1981 au Théâtre 13, Nicole Jeanson écrit dans Loisirs Jeunes :
Le travail d'Éric Laborey est également apprécié par René Bailly dansTélé 7 jours : « Il s'agit d'un spectacle de fête, d'un conte pour adultes (et pourquoi pas aussi pour les enfants), animé et coloré. » L'Express ajoute « …cette minicomédie musicale, pauvre en moyens matériels, riche de trouvailles et d'humour. Les comédiens d'Éric Laborey savent tout faire avec entrain, les décors se dévissent avec drôlerie, la musique baigne tout cela comme une version moderne d'un court opéra-bouffe d'Offenbach. Une soirée de plaisir et de bonne humeur. » Télérama fait l'éloge de la mise en scène : « Par l'équipe de La Belle Sarrazine, une comédie-bouffe qui mêle joliment rythmes de rock et mélodies tendres. La mise en scène d'Éric, pétille comme un feu d'artifice. Les décors nous enchantent. Bref, tandis que les parents rêvent — ou philosophent — les enfants trépignent de joie. »
En 1981, dans le cadre du Festival du Marais, la troupe présente avec succès la comédie lyrique en un acte Le Piège de Méduse d'Erik Satie. À cette occasion, André Gintzburger écrit : En 1983, la « Compagnie de l'Élan » montre la mise en scène d'Éric Laborey au Brésil et en Argentine. Après quoi la pièce Le Piège de Méduse sera reprise au festival de théâtre à Dublin en Irlande.

### Cinéma et télévision
Éric Laborey débute au cinéma en 1969 dans le film L'Homme de désir de Dominique Delouche aux côtés d'Emmanuelle Riva ; il y incarne le personnage principal, Rudy, un jeune délinquant pris en affection par Étienne qui acceptera peu à peu tous les sacrifices pour le sortir de ses dérives.
Dominique Delouche raconte :
Malgré ces débuts prometteurs, il ne décroche par la suite que des rôles secondaires ou épisodiques. Dans son second film, Section spéciale de Costa-Gavras, tourné en 1975, il joue le rôle de Gilbert Brustlein, un jeune communiste, impliqué dans un attentat anti-allemand au métro parisien, le 21 août 1941. L'année suivante, il apparaît dans L'Affiche rouge de Frank Cassenti où il campe Roger Rouxel, l'un des membres du groupe Manouchian, exécutés pour l'exemple le 21 février 1944 au mont Valérien.
En même temps il est souvent demandé à la télévision : outre quatre téléfilms, il prend part à plusieurs séries télévisées, notamment à Les Cinq Dernières Minutes. En 1976, il tient le rôle principal, Guillaume Pudepièce adulte, dans la série Grand-père Viking de Claude-Jean Bonnardot.

### Vie privée
Le 12 septembre 1974 dans le 16e arrondissement de Paris, Éric Laborey a épousé la comédienne Anne Marbeau,, avec laquelle il eut deux fils : Arnaud Laborey (né en 1976) et Étienne Laborey (né en 1981).
L'acteur s'est suicidé le 27 mai 1982 à l'âge de 31 ans au siège de la « Compagnie de l'Élan » dans la rue Saint-Maur.

## Théâtre

### Comédien
- 1972 : Trois Couverts, pièce en un acte de Charles Oulmont, Théâtre municipal de Mulhouse
- 1972 : Le Médecin malgré lui de Molière, Théâtre Berthelot (Paris)
- 1972 : La Jalousie du barbouillé de Molière, Théâtre Berthelot (Paris)
- 1973 : Amour en direct, de Pierre-Jacques Arrese, l'Arlequin-Parnasse (Paris)
- 1973 : La Jalousie du barbouillé de Molière, m.e.s. de Christian Grau-Stef, Théâtre de l'A.C.T (Paris)
- 1973 : L'Or et la Neige de Paul Paleologue, m.e.s. de René Lamar, Théâtre de l'Alliance française (Paris)
- 1974 : Elsa et les Cygnes sauvages, spectacle de marionnettes à fils d'après le conte de Hans Christian Andersen, Les P'tits bonshommes d'André Blin, 19e Salon de Montrouge
- 1974 : La Raison du plus fort ou Stop the War de Christian Grau-Stef, m.e.s. de l'auteur, Théâtre de l'ACT (Paris)
- 1976 : Dialogue à trois voix de Jean-Luc Jeener, m.e.s. de Bernadette Lange, Théâtre Daniel-Sorano (Vincennes)
- 1977 : Les Derniers Hommes, de Jean-Luc Jeener, m.e.s. de l'auteur, Théâtre Oblique (Paris)
- 1977 : Un sang fort de Wole Soyinka, adapt. d'Élisabeth Janvier, m.e.s. de Jean-Luc Jeener, Théâtre de la Plaine (Paris) : le philosophe

### Metteur en scène
- 1975 : Le Cosmonaute agricole de René de Obaldia, Festival d'art plastique, (Montrouge)
- 1975 : Le Tableau d'Eugène Ionesco, Festival d'art plastique, (Montrouge)
- 1976 : Au bon caprice de Jean-Luc Jeener, Théâtre Daniel-Sorano (Vincennes)
- 1978 : Aucassin et Nicolette de Jean-Luc Jeener, Théâtre Fontaine
- 1979 : La Belle Sarrazine, comédie-opérette de Jean-Luc Jeener, Théâtre 13
- 1981 : Barbe-Verte, comédie-bouffe de Jean-Luc Jeener, Théâtre 13
- 1981 : Le Piège de Méduse, comédie lyrique d'Erik Satie, Théâtre Essaïon

## Filmographie

### Cinéma
- 1969 : L'Homme de désir de Dominique Delouche : Jean Courtois, alias Rudy
- 1975 : Section spéciale de Costa-Gavras : Gilbert Brustlein
- 1976 : L'Affiche rouge de Frank Cassenti : Roger Rouxel

### Télévision

#### Téléfilms
- 1976 : Destinée de Monsieur de Rochambeau de Daniel Le Comte : le vicomte de Rochambeau
- 1978 : Le Coup monté de Jean Cosmos : l'inspecteur Sublaine
- 1981 : Vendredi en Alsace, épisode C'est arrivé à Andlau de Michel Genoux : Éric
- 1982 : L'Adieu aux enfants de Claude Couderc : Alex

#### Séries télévisées
- 1973 : La Ligne de démarcation, épisode Mary de Jacques Ertaud : Oky
- 1976 : Messieurs les jurés, épisode L'Affaire Craznek (3.4) de Michel Genoux : Lucien Chardon, un témoin
- 1976 : Grand-père viking de Claude-Jean Bonnardot : Guillaume Pudepièce adulte
- 1976 : Les Cinq Dernières Minutes, épisode Un collier d'épingles de Claude Loursais : le gendarme Amaury
- 1976 : Messieurs les jurés : L'Affaire Craznek de Michel Genoux
- 1976 : Les Cinq Dernières Minutes, épisode Le Fil conducteur de Claude Loursais : le dessinateur
- 1977 : Brigade des mineurs, épisode Incidents mineurs de Claude Loursais : Daniel Herbault
- 1978 : La Filière de Guy-André Lefranc : François
- 1980 : Les Cinq Dernières Minutes, épisode Un parfum d'Angélique de Jean-Yves Jeudi : l'inspecteur Vierzy
- 1981 : Messieurs les jurés, épisode L'Affaire Enriquez (8.4) d'André Michel : Grandvillers

## Radio
- 1980 : Le théâtre Chichois

## Hommages
- Une salle du Théâtre 13, où Éric Laborey a assuré plusieurs mises en scène, porte son nom.[réf. nécessaire]
- Jean-Luc Jeener, aujourd'hui directeur du Théâtre du Nord-Ouest, a également nommé la grande salle du théâtre « Salle Laborey ».[réf. nécessaire]

## Lettre autographe signée
Anne Marbeau, Marbeau, Anne et Laborey, Éric, 22 mai 1975, catalogue BnF archives et manuscrits, Fonds Jean-Pierre Miquel, Cote : 4-COL-102(340, 4)